# Чарлз Вілкс
Чарлз Вілкс (англ. Charles Wilkes, 3 квітня 1798, Нью-Йорк — 8 лютого 1877, Вашингтон) — американський морський офіцер і дослідник. Керував Американською дослідницькою експедицією в 1838-1842 роках. Став учасником дипломатичного конфлікту між США і Великою Британією в 1861 році, пов'язаного із захопленням поштового порома Trent.

## Біографія

### Дитинство. Рання кар'єра. (1798—1826)
Чарльз Вілкс народився 3 квітня 1798 року, в Нью-Йорку. Син Джона де Понтьє (англ. John De Ponthieu) і Мері Сетон Вілкс (англ. Mary Seton Wilkes). Був внучатим племінником славнозвісного лондонського радикала Джона Вілкса. Мати Чарльза померла, коли йому було три роки. З 1802 року він виховувався своєю тіткою, наверненою католичкою Єлизаветою Анною Сетон, першою канонізованою католицькою церквою жінкою, що народилася в США. Коли Єлизавета у 1803 році овдовіла, залишившись з п'ятьма дітьми на руках, Чарльз був відправлений до інтернату, після якого він вступає в Колумбійський коледж (нині Колумбійський університет).
Отримавши хороші знання з математики та навігації з 1815 по 1817 рік плавав на торгових кораблях. 1 січня 1818 вступає на службу у ВМС США в званні гардемарина. Почав навчання на лінійному кораблі «Індепенденс», потім на фрегаті «Гер'єр» (фр. Guerrière) здійснює круїз по Балтиці і Середземному морю. Після двомісячної служби на кораблі «Вашингтон» (березень—травень 1821), отримує призначення на лінійний корабель «Франклін», на якому вирушає в подорож по Південній Америці. Під час цієї поїздки Вілкс короткий час командує посильним кораблем «Франкліна» — «Уотервіч», після чого, 3 березня 1823 йому доручають взяти під командування торгове судно «Окейн», на час його прямування в Бостон. Прибувши в Бостон 15 жовтня, він пише рапорт до Вашингтона, в якому говорить, що готовий до виконання свого боргу на військово-польовому суді над капітаном Стюартом, його колишнім командиром з «Франкліна».

### Початок дослідницької роботи. Картографічний департамент. (1826—1838)
16 квітня 1826 Вілкс одружується на Джейн Джеффрі Ренуік (англ. Jane Jeffrey Renwick). У цьому шлюбі у нього народилося четверо дітей: Джон (1827—1908), Джейн (1829—?), Едмунд (1832—1854) і Еліза (1838—1908). 28 квітня 1826 Вілкс отримав звання лейтенант. У березні 1827 року він подає прохання про переведення на гідрографічну службу, однак у липні 1828 відкликає своє прохання, прийнявши пропозицію брати участь у підготовці Національної науково-дослідної експедиції. Так він вперше стикається з подорожжю, яка згодом прославить його на весь світ. Тоді Вілкс ще не підозрював, що підготовка цього плавання розтягнеться майже на 10 років і, врешті-решт, він не просто візьме в ньому участь, але і очолить його. Восени того ж року його перевели в Нью-Йорк, де він займався забезпеченням експедиції інструментами.
У квітні 1830 року Вілкс повертається на морську службу. Отримавши призначення на шлюп «Бостон», він здійснює на ньому плавання по Середземному морю. 15 листопада того ж року його переводять на корабель «Ферфілд». Вілкс прослужив на ньому до травня 1831 року, після чого був відправлений додому чекати подальших розпоряджень. У жовтні 1832 року повертається до активної роботи у складі команди, що займалася складанням карти затоки Наррагансетт. У цей період Вілкс познайомився з засновником Берегової геодезичної служби США (англ. US Coast Survey) Фердинандом Рудольфом Хасслером (англ. Ferdinand Rudolph Hassler), у якого багато чому навчився. У лютого 1833 року Вілкс очолив Картографічний департамент ВМС (англ. Depot of Charts and Instruments). У серпні 1836 року на чолі комісії вирушає до Європи, щоб придбати наукові прилади для Національної науково-дослідної експедиції. У березня 1837 року Вілкс отримав пропозицію Міністра ВМС Малона Дікерсона (англ. Mahlon Dickerson) зайняти пост в астрономічному відомстві. Восени того ж року брав участь у океанографічних зйомках узбережжя Південної Кароліни.

### Національна науково-дослідницька експедиція. (1838—1842)
У першій третині XIX століття у США, які ледве оговтались від війни з Англією, було занадто багато економічних і соціальних проблем, щоб зосередитися на таких абстрактних і витратних речах як наукові відкриття. Наука була в основному долею любителів, які займалися нею на дозвіллі за свій власний рахунок. Однак вже до початку 1830-х років в країні назріває необхідність у спорядженні великої науково-дослідної експедиції. Таким чином молода амбітна держава сподівалася, за словами історика і біографа Натаніеля Філбрік «усіяти своїми прапорами весь світ», в буквальному сенсі розширити свої кордони. Дипломатична присутність на всій території Тихого океану піднімала престиж країни на міжнародній арені. До того ж такий захід повинен був принести світову славу американській науці і поставити США в один ряд з іншими науково розвиненими державами. З іншого боку на території самих США було досить багато недосліджених місць, які вимагали вивчення, а торговцям та китобоям необхідні були карти морських маршрутів.